# Negew
Negew (hebr. הַנֶּגֶב, Ha-Negew; arab. النقب, An-Nukab) – pustynia wyżynna na południu Izraela.
Geograficznie jest położona na wysokości od 500 do 900 metrów n.p.m. i zajmuje powierzchnię ponad 13 000 km². Zajmuje około 60% powierzchni Izraela. Na Negewie występują jedynie rzeki okresowe. Słynny jest największy krater krasowy na Ziemi – maktesz Ramon.
Największym miastem i administracyjną stolicą Negewu jest Beer Szewa (185 500 mieszkańców), położona na północy pustyni. Na południu Negew kończy się Zatoką Akaba, nad którą jest położony znany kurort Ejlat. Innymi miastami regionu są: Dimona, Arad oraz kilka mniejszych miasteczek beduinów. Na Negewie powstało także wiele kibuców.
Na terenie pustyni Negew znajduje się Uniwersytet Ben-Guriona (założony w 1969 w Beer Szewie), Instytut Jacoba Blausteina dla Rozwoju Pustyni (założony w 1974 w Sede Boker), Międzynarodowa Szkoła Alberta Katza dla Rozwoju Pustyni.